# NGC 5118
NGC 5118 is een balkspiraalstelsel in het sterrenbeeld Maagd. Het hemelobject werd op 12 mei 1793 ontdekt door de Duits-Britse astronoom William Herschel.

## Synoniemen
- IC 4236
- UGC 8413
- MCG 1-34-19
- ZWG 44.78
- IRAS 13209+0639
- PGC 46782